# 계시의존사색
계시의존사색(啓示依存思索)이란 신학자 박윤선 박사가 주장한 이론으로 계시로서 성경만을 의존하여 신학적 사고를 만들어내는 것이다. 미국 웨스트민스터 신학교의 반틸의 전제주의 방법에 근거하여 만들었다. 칼빈에게 있어서 신학하는 자(sacrae Theologiae candidatos)의 가장 중요한 것은 하나님의 말씀을 읽는 것(ad divini verbi lectionem ita)이다. 인간들이 만들어 낸 여러 계명들은 헛되고 어리석은 것으로, 인간에게는 생명의 거룩함이나 완전성이 없기 때문에, 칼빈은 성경이야 말로 완전한 교리를(Holy Scripture contains a perfect doctrine) 포함하고 있기 때문이었다.

## 같이 보기
- 전제주의 변증
- 박윤선
- 반틸
- 계시의 점진성